# Ostatni poziom kontroli
Ostatni Poziom Kontroli – trzecia solowa płyta Abradaba. Wydana została 3 października 2008 r. Gościnnie brali w nim udział  Gutek, DJ Feel-X, DJ Bart, Grubson, Marika, JareX, Losza Vera, IGS.
Nagrania dotarły do 42. miejsca listy OLiS. W 2009 roku album uzyskał nominację do nagrody polskiego przemysłu fonograficznego Fryderyka w kategorii „Album Roku HIP-HOP / R&B”.

## Lista utworów
Opracowano na podstawie źródła.
| #  | Tytuł                                     | Producent                           | Uwagi | Czas |
| -- | ----------------------------------------- | ----------------------------------- | --- | ---- |
| 1  | „Raz dwa raz dwa” (gość. Gutek)           | O.S.T.R.                            | - Scratche: DJ Feel-X | 3:18 |
| 2  | „Intro”                                   | Abradab                             | - Scratche: DJ Bart, DJ Feel-X | 0:32 |
| 3  | „Dżungla”                                 | Abradab, IGS                        | - Gitara basowa: Adam Stodolski - Kontrabas: Adam Stodolski - Bębny: Przemysław Borowiecki - Scratche: DJ Feel-X                                                                                   | 3:06 |
| 4  | „Zaskocz mnie”                            | Abradab                             | - Bębny: Przemysław Borowiecki - Keyboard: Mateusz Pawluś - Organy Hammonda: Mateusz Pawluś - Scratche: DJ Bart, DJ Feel-X                                                                         | 3:50 |
| 5  | „Prywatny wszechświat”                    | Abradab, IGS                        | - Gitara basowa: Adam Stodolski - Kontrabas: Adam Stodolski - Gitara: Tomasz Leś - Bębny: Przemysław Borowiecki - Keyboard: Mateusz Pawluś - Organy Hammonda: Mateusz Pawluś - Scratche: DJ Feel-X | 3:58 |
| 6  | „Dla każdego jego raj” (gość. Losza Vera) | Abradab                             | - Bębny: Przemysław Borowiecki - Wiolonczela: Wojciech Krzak - Scratche: DJ Feel-X | 3:29 |
| 7  | „Leszcze w grze”                          | Żusto                               | - Gitara basowa: Adam Stodolski - Kontrabas: Adam Stodolski - Gitara: Tomasz Leś - Bębny: Przemysław Borowiecki - Puzon: Józef Zatwarnicki - Trąbka: Tomasz Mazur - Scratche: DJ Bart, DJ Feel-X   | 2:41 |
| 8  | „Liwing la wida zajebiste”                | IGS, Losza Vera                     | - Bębny: Przemysław Borowiecki - Scratche: DJ Feel-X | 3:17 |
| 9  | „Odór” (gość. GrubSon)                    | Abradab                             | - Scratche: DJ Feel-X | 3:09 |
| 10 | „Minimum”                                 | Abradab                             | - Scratche: DJ Feel-X | 2:20 |
| 11 | „Szukam cię pod swój rytm” (gość. Marika) | IGS                                 | - Scratche: DJ Bart | 5:17 |
| 12 | „Rachuj do pięciu”                        | Abradab                             | - Scratche: DJ Feel-X | 2:34 |
| 13 | „Fanatyk” (gość. JareX)                   | IGS                                 | - Scratche: DJ Feel-X | 3:40 |
| 14 | „Ciężko jest żyć lekko” (gość. Gutek)     | Abradab, Gutek, Sebastian Witkowski | - Gitara basowa: Gutek, Sebastian Witkowski - Keyboard: Mateusz Pawluś - Organy Hammonda: Mateusz Pawluś - Scratche: DJ Feel-X                                                                     | 2:52 |
| 15 | „Opk”                                     | IGS                                 | - Bębny: Przemysław Borowiecki - Scratche: DJ Feel-X | 2:44 |